# St. Marien (Treppendorf)

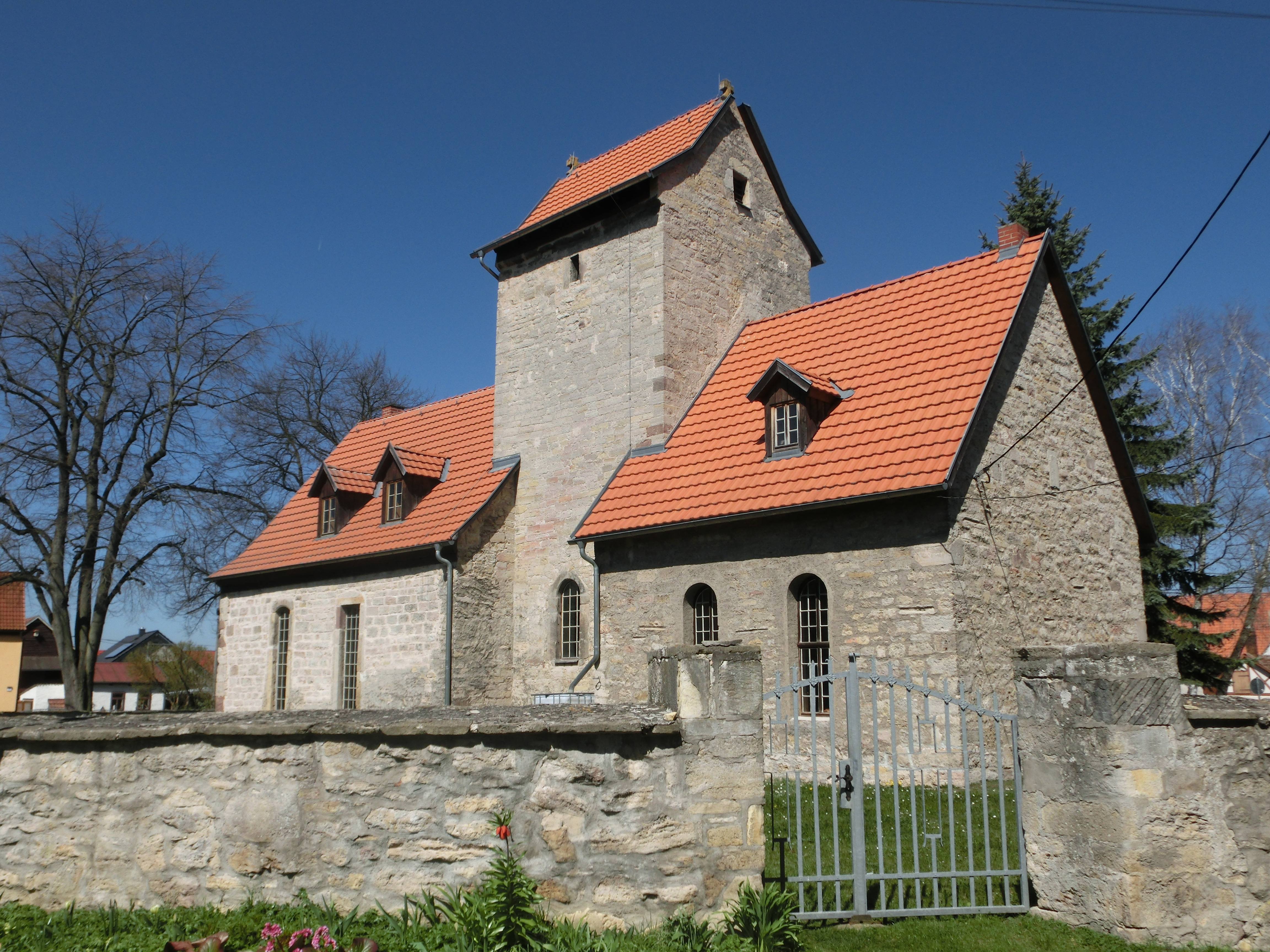
Kirche St. Marien zu Treppendorf (2015)

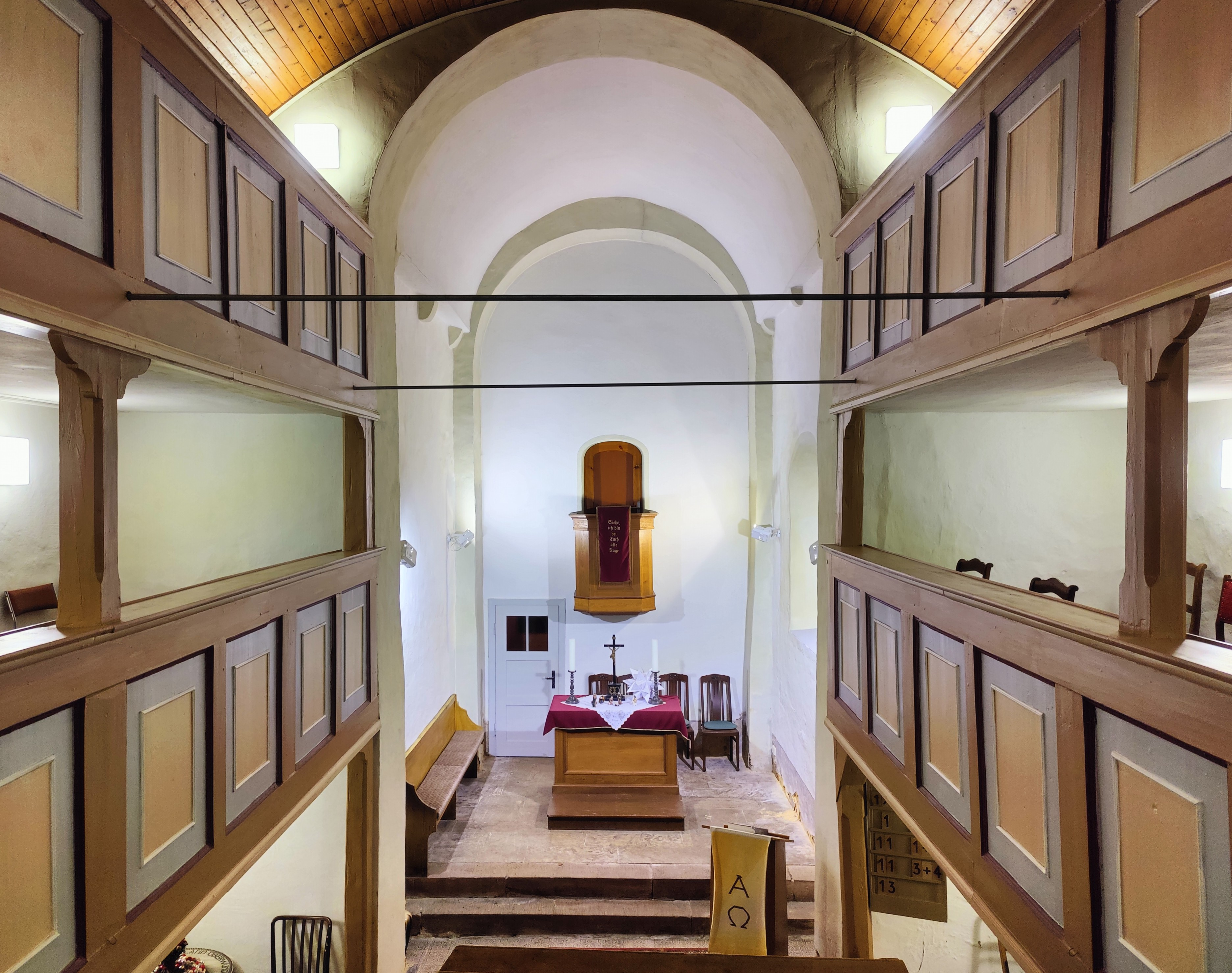
Innenraum (2023)

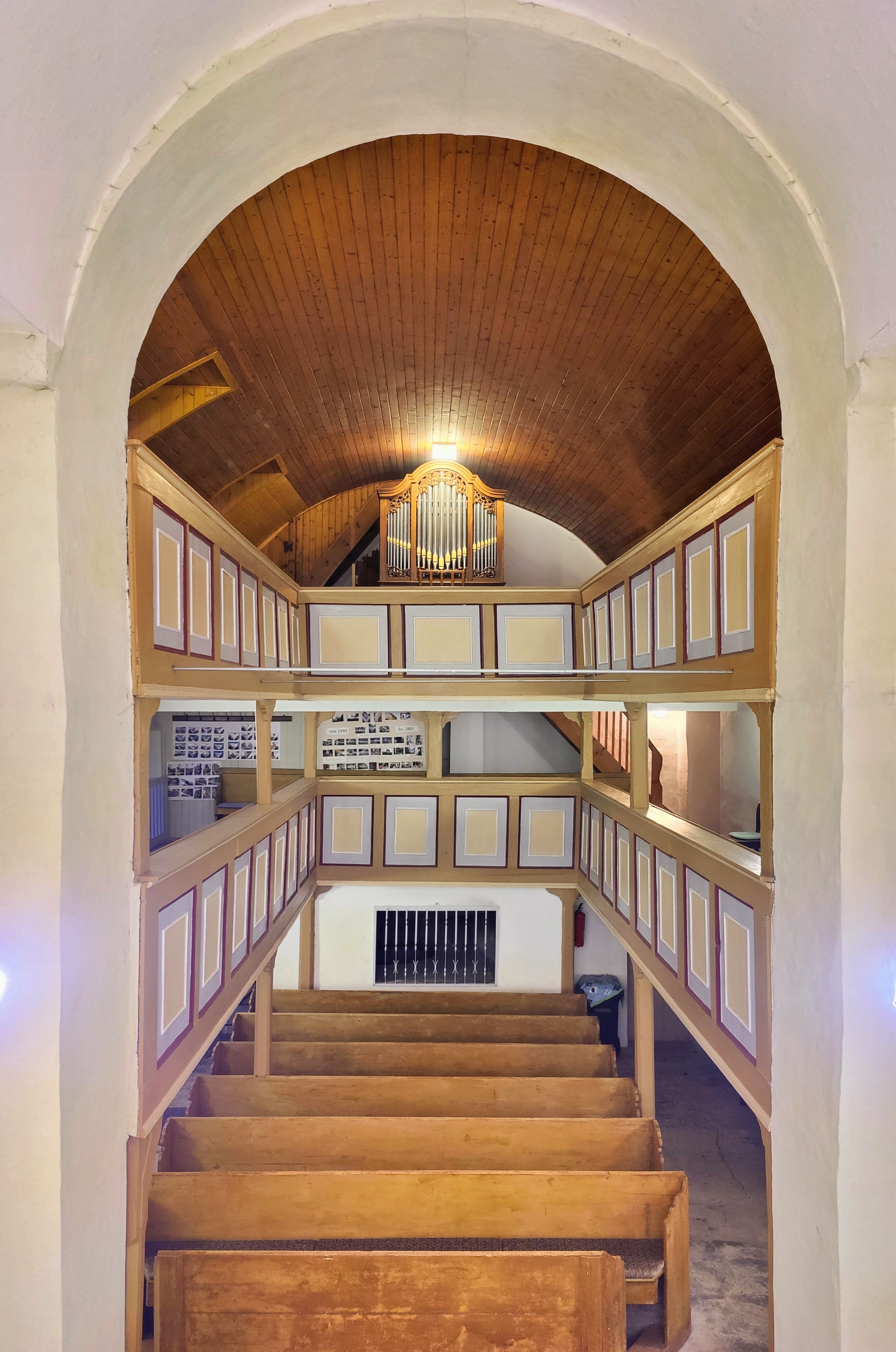
Innenraum, Blick zur Orgel

St. Marien steht im Ortsteil Treppendorf der Stadt Rudolstadt im Landkreis Saalfeld-Rudolstadt in Thüringen. Sie gehört zum Pfarrbereich Teichel im Kirchenkreis Rudolstadt-Saalfeld der Evangelischen Kirche in Mitteldeutschland.

## Lage
Die von Bäumen flankierte Dorfkirche mit Kirchhof und dem Denkmal für Gefallene des Krieges 1870/71 befindet sich im westlichen Teil des Dorfs.

## Geschichte
Die mittelalterliche Wallfahrtskapelle St. Marien wurde 874 erstmals erwähnt. Im 12. Jahrhundert baute man anstelle einer älteren Kirche eine neue oder veränderte den bestehenden Bau. Das in dieser Zeit errichtete Gebäude war ursprünglich eine romanische Chorturmkirche mit rechteckigem Chorraum und drei Kreuzgewölben.
Chor, Turm und das 1756 in barockem Stil letztmals umgestaltete Langhaus sind jeweils mit schlichten Satteldächern mit Tatzenkreuzen an den Giebeln gedeckt.
Bei der Zerstörung des gotischen Chorraums durch eine Luftmine 1945 ging ein großes gotisches Maßwerkfenster verloren, ebenso die Gesimse, ein Sakramentenhäuschen, der Altar mit Weihekreuzen, ein spätgotischer Marienschrein, der barocke Kanzelaltar und die Langhauseinbauten. Sie konnten bei der Notsanierung 1954 wegen fehlender Mittel nicht ersetzt werden. Die Giebelhöhe des Chorraums wurde der des Langhauses angeglichen, so dass einige kirchliche Gegenstände fragmentarisch eingestellt werden konnten. 
An der Stelle des Chorraums befindet sich jetzt der Gemeinderaum. Das gotische Taufbecken besitzt keinen Fuß; der erhaltene Schmuck aus aufgelegtem Maßwerk erinnert an die ehemals reiche Ausstattung.

## Orgel
Die aktuelle Orgel war 1985 von Bas Blank (Herwijnen) für eine Kirche in Amsterdam erbaut worden. 2019 wurde sie nach St. Marien umgesetzt. Sie verfügt über sechseinhalb Register auf einem Manual und Pedal.

## Veröffentlichung
- Norbert Kleinteich: Schmuckstück aus Amsterdam (dank Privat-Initiative gelangt Orgel aus Amsterdam nach Treppendorf, geschaffen hat sie 1985 Orgelbaumeister Bos Blank zu Herwijnen (Manual, 7 Register)). Glaube und Heimat, 25. Juli 2021, S. 8